# 養育
| ウィキペディアには「養育」という見出しの百科事典記事はありません（タイトルに「養育」を含むページの一覧/「養育」で始まるページの一覧）。 代わりにウィクショナリーのページ「養育」が役に立つかもしれません。 |